# 4534 Rimskij-Korsakov
4534 Rimskij-Korsakov eller 1986 PV4 är en asteroid i huvudbältet som upptäcktes den 6 augusti 1986 av den rysk-sovjetiske astronomen Nikolaj Tjernych vid Krims astrofysiska observatorium på Krim. Den har fått sitt namn efter den ryske kompositören Nikolaj Rimskij-Korsakov.
Asteroiden har en diameter på ungefär 15 km.